# Pussemange
Pussemange is een dorp in de Belgische provincie Namen en een deelgemeente van Vresse-sur-Semois. Pussemange ligt in een bosrijke omgeving tegen de Franse grens.

## Geschiedenis
Sinds 1823 behoorde Pussemange samen met Bagimont tot de gemeente Sugny in de provincie Luxemburg. In 1859 werd Pussemange net als Bagimont een zelfstandige gemeente. In 1965 verloren beide gemeenten weer hun zelfstandigheid en werden bij de gemeente Sugny aangehecht. In 1977 werden deze plaatsen deelgemeente van Vresse-sur-Semois in de provincie Namen.

## Demografische ontwikkeling
- Bron: NIS; Opm:1831 t/m 1961=volkstellingen

## Bezienswaardigheden

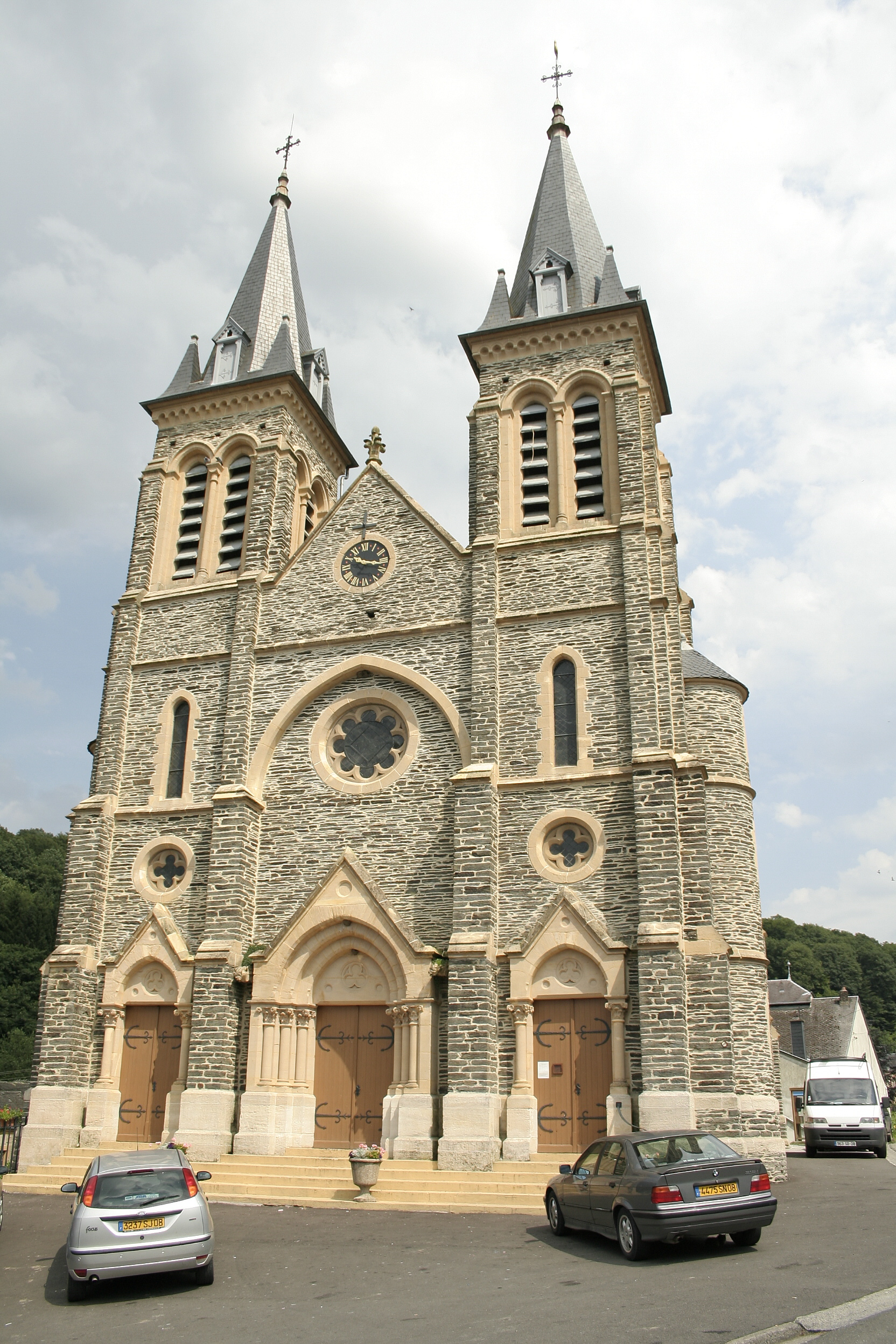
Sint-Hilariuskerk

- De Sint-Hilariuskerk (Eglise Saint-Hilaire) in neogotische stijl.

## Verkeer en vervoer

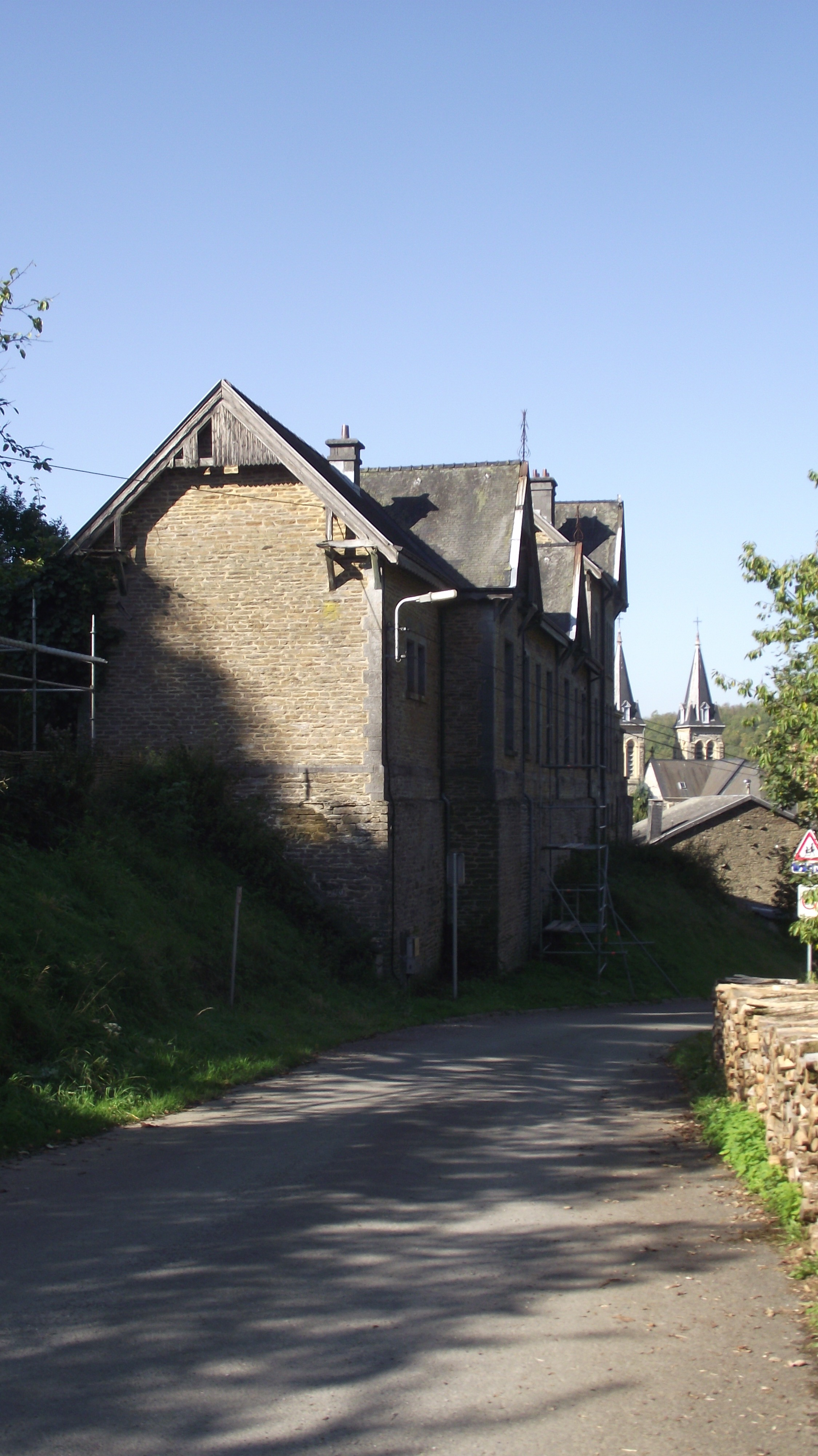
Buurtspoorwegstationsgebouw; links is het spoorplatform.

Op 15 oktober 1924 bereikten de buurtspoorwegen, van de groep Poix, het dorp Sugny vanuit Bouillon en Corbion. De lijn takte in Frankrijk af van de Corbion - Sedan buurtspoorlijn van de CFDA (Chemins de fer départementaux des Ardennes). De Belgische trams reden zonder te stoppen door Frans grondgebied. Op 1 april 1925 werd de stoomtramlijn doorgetrokken naar Pussemange. Een maand later, op 1 mei 1925 was er in Pussemange station een aansluiting op de CFDA-buurtspoorlijn naar Nouzonville in Frankrijk. Als internationaal grensstation had het stationsgebouw ruimtes voor de grensformaliteiten, voor zowel het goederen als het reizigersverkeer.
De CFDA-spoorlijn Corbion - Sedan werd al in 1933 opgeheven en de CFDA-aansluiting naar Nouzonville werd bij het uitbreken van de Tweede Wereldoorlog verbroken en nooit meer hersteld. De reizigersdienst met motortrams naar Corbion/Bouillon werd op 16 juli 1955 opgeheven en de goederendienst op 1 juli 1960. De sporen werden opgebroken in 1964.
Deelgemeenten: Alle · Bagimont · Bohan · Chairière · Laforêt · Membre · Mouzaive · Nafraiture · Orchimont · Pussemange · Sugny · Vresse

Overige kern: Hérisson

Belgische gemeenten · arrondissement Dinant · provincie Namen · Wallonië